# Carlos IX de Suecia
Carlos IX de Suecia (Estocolmo, 4 de octubre de 1550-Nyköping, 30 de octubre de 1611) fue rey de Suecia entre 1604 y 1611. Fue el último hijo del rey Gustavo Vasa y de su segunda esposa, Margarita Eriksdotter. Antes de ser rey de Suecia, había heredado de su padre el ducado de Södermanland. De 1599 a 1604 se desempeñó como regente de Suecia, tras el derrocamiento de su sobrino, Segismundo Vasa.
Fue un férreo opositor al catolicismo, defensor de la independencia y precursor de la política expansionista sueca, en la que se topó con la rivalidad de Polonia. De carácter represor y autoritario, llevó a cabo la fundación de un Estado fuerte, en concordancia con los ideales de su padre.

## Duque de Södermanland
Carlos nació el 4 de octubre de 1550 en el castillo de Estocolmo, hijo del rey Gustavo Vasa y de Margarita Eriksdotter. A través del testamento de su padre, recibió en herencia el ducado de Södermanland, que incluía la provincia del mismo nombre y algunas partes de Närke y Västmanland. Su dignidad de duque le permitiría gobernar esa región casi como soberano. Sin embargo, no podría hacer valer sus derechos durante el reinado de su hermano, Erico XIV. En su adolescencia, Carlos recibió instrucción militar, y destacaría en la rama de la artillería. Precisamente gracias a sus habilidades militares participaría exitosamente en 1568, en el levantamiento en contra de Erico XIV, encabezado por su hermano, Juan. Tras el derrocamiento de Erico en 1569, Juan se quedaría con la corona, y Carlos pudo tomar posesión de su ducado y adquirir una posición de gran influencia en el país.
Cuando el rey Juan III se acercó al catolicismo, Carlos fue de los más fuertes opositores. El rey había educado al príncipe heredero, Segismundo, en la religión católica, con el fin de hacerlo candidato al trono polaco y alcanzar una unión entre Suecia y Polonia. Carlos se postuló por mantener la independencia de Suecia iniciada por Gustavo Vasa y de mantener el luteranismo como la religión del Estado. 
A la muerte de Juan III en 1592, se hizo patente la influencia del duque Carlos, pues él junto con el consejo encabezó el gobierno provisional que rigió en los momentos previos a la llegada del heredero, el rey Segismundo III de Polonia. La cuestión religiosa, como en tiempos del antiguo rey, sería abordada nuevamente, esta vez con mayor interés, pues Segismundo era un ferviente católico partidario de la contrarreforma y se temía la posibilidad de que intentara regresar a Suecia a la autoridad papal.
Segismundo, a su llegada, prometió ante el consejo la libertad religiosa en Suecia y bajo esta promesa fue coronado en Upsala en 1594. Pero el nuevo rey tenía compromisos en Polonia y su estancia en Suecia sería muy breve. Decidió dejar un gobierno en su nombre en el verano de 1594. El duque Carlos y el consejo ofrecieron propuestas para mantener la independencia del país dentro de la nueva unión personal con Polonia. Quizás por su defensa del luteranismo, Carlos encontró el apoyo del consejo y de una parte de la aristocracia, si bien el duque pretendía hacerse cargo de una especie de interinato durante la ausencia del rey.
El rey otorgó funciones administrativas tanto al consejo como a Carlos, pero sus atribuciones permanecieron ambiguas, y en cambio prefirió otorgar cargos de lugartenientes a varios de sus colaboradores, que favorecieron a los intereses católicos. A esta situación se rebeló el duque Carlos, y en asociación con el consejo, se proclamó "jefe supremo y regente del reino" y comenzó a gobernar por cuenta propia. Carlos convocó a un parlamento en 1595 en Söderköping; ahí recibió plenos poderes para ejercer la regencia.

## Regencia
Segismundo no reconoció a Carlos como regente, y decidió invadir Suecia con un ejército polaco. La victoria final sería para Carlos, tras la batalla de Stångebro el 25 de septiembre de 1598. El parlamento declaró en 1599, en Estocolmo, formalmente depuesto a Segismundo.
Algunos miembros de la aristocracia no apoyaron al duque Carlos; este, en represalia, les declaró la guerra. Para ejercer su gobierno en todo el país, el duque decidió tomar por la fuerza las regiones que se mantenían fieles a Segismundo: la ciudad portuaria de Kalmar y Finlandia. Tras la toma de Kalmar, realizó en esa ciudad una fuerte represión reflejada en las ejecuciones conocidas como el baño de sangre de Kalmar. Para aplastar a la oposición, estableció sendos tribunales en los que él mismo fungía como parte acusadora. Debido a su política persecutoria, varios miembros de la nobleza tuvieron que exiliarse, temerosos de perder la vida.
Carlos, en su calidad de regente, no intentaría, al menos de manera inmediata, convertirse en rey. En vez de ello ofreció la corona a Vladislao, el hijo de Segismundo, bajo la condición de que fuese educado bajo las costumbres y religión de Suecia. Ante la negativa de Segismundo, el parlamento nombró rey a Carlos en Linköping en 1600, pero él no se erigiría como tal sino hasta 1604, en la reunión del parlamento en Nörrköping, cuando el duque Juan de Östergötland, hijo de Juan III, hermano de Segismundo y por herencia más cercano en la sucesión real, rechazó la corona. En esa misma ocasión, Carlos fue investido con la dignidad real y sus hijos reconocidos como los herederos más próximos en la línea sucesoria. Su hijo, Gustavo Adolfo, fue nombrado su heredero directo.

## Rey de Suecia
Como rey, Carlos IX instauró un rígido Estado absolutista fundado en la fortaleza que su persona había adquirido tras la guerra civil y la eliminación de sus adversarios. Pudo controlar al parlamento, cuyos miembros le habían brindado apoyo contra el derrocado rey Segismundo.
Concedió especial atención a la cuestión religiosa. Fue un opositor a la contrarreforma católica y pretendía crear una unión en Europa contra este movimiento. En su país, hizo causa común con el clero protestante contra los católicos y sus acciones estarían enfocadas a hacer de Suecia un país totalmente protestante.

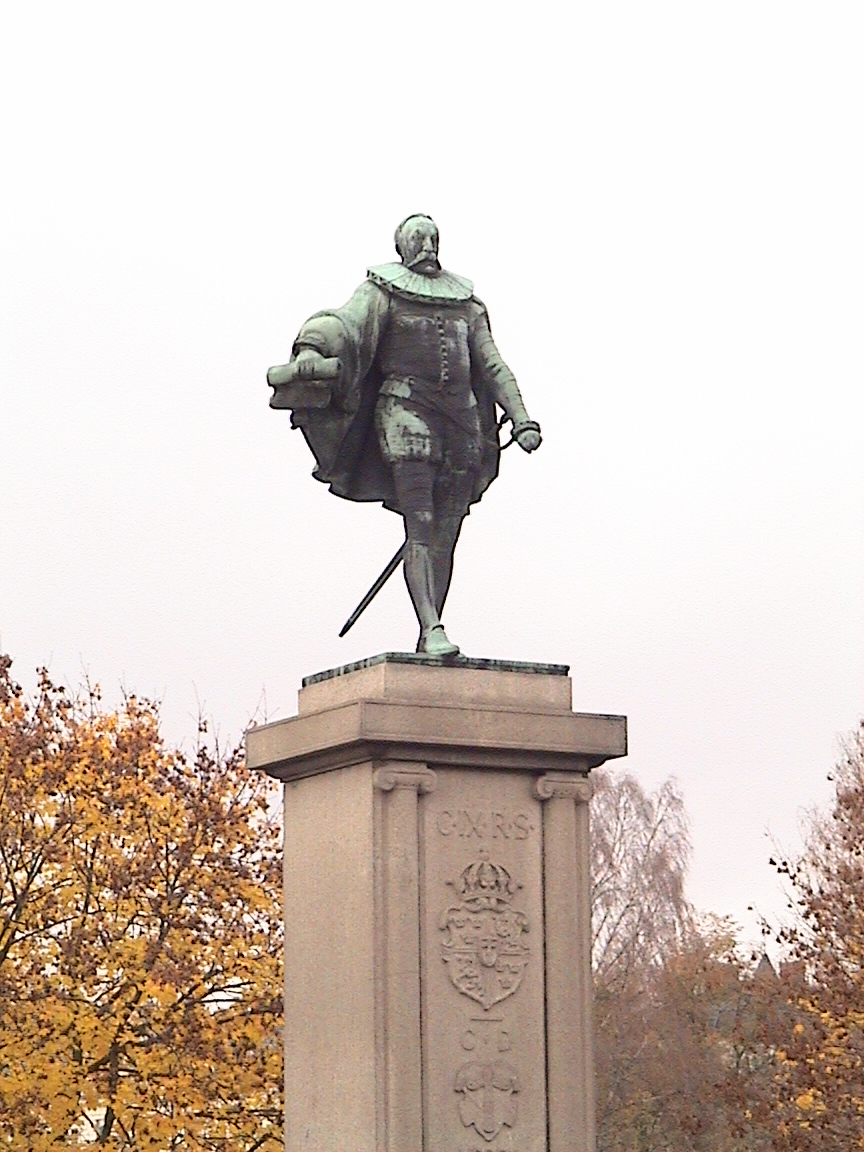
Estatua de Carlos IX, en Karlstad.

En el extranjero, la rivalidad entre Carlos IX y Segismundo sería también la rivalidad entre protestantismo y catolicismo, y entre Suecia y Polonia. Esta rivalidad se tornaría en un abierto conflicto armado en 1660, cuando estalló la guerra contra Polonia por la posesión de la región báltica de Livonia. Carlos IX incursionó en esa región y logró adueñarse de gran parte del territorio. Una nueva campaña en Livonia fracasaría, tras la batalla de Kirkholm, donde los suecos fueron derrotados, el 17 de septiembre de 1605.
Decidió intervenir en Rusia durante las guerras de sucesión que se vivieron en ese país. En respuesta a la injerencia de Segismundo, quien apoyó a Dimitri I, Carlos IX firmó una alianza militar en Vyborg con el bando contrario, al que pertenecía el zar Basilio IV. La consecuencia fue la intervención armada en Rusia de tanto Suecia como Polonia. El comandante del ejército sueco era Jacobo de la Gardie, quien penetró profundamente en territorio ruso.
En 1611, Suecia entró en guerra contra Dinamarca, en la llamada guerra de Kalmar. Carlos IX contempló la posibilidad de hallar un paso hacia el mar del Norte, a expensas de la provincia noruega de Finnmark. El rey Cristián IV, por su parte, pretendió aprovechar la guerra para ganar territorios suecos.
Esta sería la última acción política de Carlos IX, pues antes del final de la guerra el rey falleció en el castillo de Nyköping, Nyköping, el 30 de octubre de 1611. Sus restos reposan en la catedral de Strängnäs.

## Descendencia
Carlos se casó en 1579 con María del Palatinado, y en segundas nupcias, en 1592, con Cristina de Holstein-Gottorp. Tuvo también una concubina, Karin Nilsdotter. Procreó en total once hijos.
Hijos con María del Palatinado:
1. Margarita Isabel (1580-1585).
2. Isabel Sabina (1582-1585).
3. Luis (1583).
4. Catalina (1584-1638), casó con el conde palatino Juan Casimiro de Zweibrücken-Kleeburg.
5. Gustavo (1587).
6. María (1588-1589).

Hijos con Cristina de Holstein-Gottorp:
1. Gustavo II Adolfo (1594-1632), rey de Suecia de 1611 a 1632.
2. María Isabel (1596-1618), se casó con el duque Juan de Östergötland.
3. Cristina (1598-1599).
4. Carlos Felipe (1601-1622), duque de Södermanland.

Hijo con Karin Nilsdotter:
1. Carlos Karlsson Gyllenhielm (1574-1650).

| Predecesor: Segismundo I (como rey) | Regente de Suecia 1599-22 de marzo de 1604              | Sucesor: Él mismo como rey |
| Predecesor: Él mismo como regente   | Rey de Suecia 22 de marzo de 1604-30 de octubre de 1611 | Sucesor: Gustavo II Adolfo |